# Gieorgij Dobrynin
Gieorgij Prokofiewicz Dobrynin, ros. Георгий Прокофьевич Добрынин (ur. 1907 w Saratowie, zm. w maju 1977 w Moskwie) – generał major, funkcjonariusz radzieckich służb specjalnych, szef Głównego Zarządu Obozów Gułag od 2 września 1947 do 31 stycznia 1951.

## Życiorys
Rosjanin, urodzony w rodzinie robotniczej w Saratowie. W latach 1925–1928 służył w Armii Czerwonej. W 1928 roku wstąpił do OGPU, od czerwca 1936 do stycznia 1939 studiował w Akademii Wojskowej im. Frunzego w Moskwie, od 14 lipca 1936 starszy porucznik, od 11 kwietnia 1938 kapitan, a od 1939 major.
Od roku 1939 w systemie obozów Gułag NKWD, od 7 marca 1939 do 15 maja 1943 zastępca, a od 15 maja 1943 do 2 września 1947 I-szy zastępca szefa Głównego Zarządu Poprawczych Obozów Pracy NKWD/MWD ZSRR, 7 czerwca 1939 mianowany majorem, 14 lutego 1943 komisarzem bezpieczeństwa państwowego, a 9 lipca 1945 generałem majorem. 
W 1944 roku będąc na stanowisku zastępcy szefa Gułag nadzorował deportację całego narodu 194 tysięcy Tatarów krymskich z Krymu do Azji Centralnej, podczas której zginęło 46% z całego narodu Tatarów krymskich. Deportacjom tym towarzyszyły gwałty na kobietach, grabieże, zabójstwa deportowanej ludności. Dowodzący deportacją Dobrynin twierdził, że „jest to zemsta za zdradzenie Rosji przez Tatarów”. Po wybuchu powstania Tatarów na Krymie Dobrynin dowodził jego tłumieniem siłami Armii Czerwonej i oddziałów NKWD. Tatarscy powstańcy byli mordowani co do jednego.
W 1945 roku kierował deportacją z Gruzji 80 tysięcy Gruzinów wyznania muzułmańskiego z Adżarii oraz Turków meschetyńskich do Azji Środkowej, podczas której zginęło 20–30% deportowanych.
Od maja do 2 sierpnia 1945 roku był oddelegowany do organów NKWD w Niemczech w Meklemburgii.
Po powrocie do ZSRR w latach 1947–1951 zajmował stanowisko szefa Głównego Zarządu Obozów w ZSRR. Wprowadzono wówczas w reżymie obozów koncentracyjnych Gułag cały szereg obostrzeń mających na celu doprowadzenie do jak największej ilości zgonów więźniów Gułag, dlatego okres od 1947 był okresem zwiększonej śmiertelności w obozach Gułag.
W latach 1951–1959 na różnych stanowiskach w systemie Gułagu. Od 1959 do 1962 (emerytura) – konsultant KGB przy Ministerstwie Spraw Wewnętrznych Mongolii.
Pochowany został na cmentarzu Kuncewskim.

## Odznaczenia
- Order Lenina (30 stycznia 1951)
- Order Czerwonego Sztandaru (dwukrotnie - 14 kwietnia 1943 i 10 grudnia 1945)
- Order Suworowa II klasy (8 marca 1944)
- Order Wojny Ojczyźnianej I klasy (dwukrotnie - 7 lipca 1944 i 3 grudnia 1944)
- Order Czerwonego Sztandaru Pracy (29 października 1949)
- Order Czerwonej Gwiazdy (czterokrotnie - 25 kwietnia 1942, 3 listopada 1944, 8 lutego 1949 i 19 września 1952)
- Odznaka "Zasłużony Funkcjonariusz NKWD" (4 lutego 1942)
- Odznaka "Honorowy Funkcjonariusz Bezpieczeństwa Państwowego" (23 grudnia 1957)
- Order Gwiazdy Polarnej (Mongolska Republika Ludowa)

I 13 medali.